# Iermónino
Iermónino (en rus: Ермонино) és un poble de l'óblast de Vladímir, a Rússia, segons el cens del 2010 tenia 236 habitants. Pertany al districte municipal de Sóbinka.